# Eggenburg
Eggenburg è un comune austriaco di 3 569 abitanti nel distretto di Horn, in Bassa Austria; ha lo status di città (Stadtgemeinde).